# 佐藤泉美
佐藤 泉美（さとう いずみ、1月28日生）は、日本の女性声優。山形県出身。血液型はO型。以前はケンユウオフィス、フェイスプランニングに所属していた。

## 出演作品

### テレビアニメ
2003年
- シンデレラボーイ（女性店員）

2005年
- BLOOD+（チェン）

2006年
- 彩雲国物語（女官）

2007年
- キミキス pure rouge（夕月薫子）

2010年
- アマガミSS（夕月琉璃子）

2012年
- アマガミSS+ plus（夕月琉璃子）

### ゲーム
2006年
- キミキス（夕月薫子、小早川美千）

2007年
- セオスオンライン（ランパデス）

2009年
- アマガミ（夕月琉璃子）

### 吹き替え
- マイ・ファーザー 死の天使

### ラジオ
- 良子と佳奈のアマガミ カミングスウィート! ラジオCD vol.5 特別編
- BSNラジオ 怪傑バナゴング（アシスタントパーソナリティ）

### その他
- 銀座たまや ごまたまご
- ラフォーレ原宿新潟「BPリンダカード」
- 3DCGアニメ「アルトと不思議な海の森〜Test Drive〜」（主演アルト役）
- TVCM「バニラキャット」
- ラジオCM「ヤスダヨーグルト」ナレーション